# Parisina (Donizetti)
A Parisina  Gaetano Donizetti háromfelvonásos operája (opera seria). A szövegkönyvet Felice Romani írta George Byron verses novellája alapján. A művet 1833. március 26-án mutatták be először a firenzei Teatro della Pergolában. A magyarországi ősbemutatóra 1847. január 25-én került sor a Pesti Városi Német Színházban, német nyelven.

## Szereplők
| Szereplő                                | Hangfekvés   | Az ősbemutató szereposztása |
| --------------------------------------- | ------------ | --------------------------- |
| Parisina, Azzo herceg felesége          | szoprán      | Carolina Ungher             |
| Ugo, Parisina szeretője                 | tenor        | Gilbert Duprez              |
| Azzo herceg                             | bariton      | Domenico Cosselli           |
| Ernesto, miniszter                      | basszus      | Carlo Ottolini Porto        |
| Imelda, Parisina bizalmasa              | mezzoszoprán | Teresa Zappucci             |
| Lovagok, cselédek, gondolások, katonák. |              |                             |

## Cselekménye
- Helyszín: az Este család Pó-menti rezidenciája, valamint Ferrara
- Idő: 1452

### Első felvonás
Ferrara grófja mérhetetlenül féltékeny, mert második felesége, a szép Parisina egy ideje rosszkedvű, s ennek okát férje szerelemi bánatban látja. Érkezik Ernesto a hírrel, hogy guelfek elfoglalták Padovát és a város élére Parisina apja került. Parisina e hírnek sem lelkesedik, ami még jobban erősíti Azzo féltékenységét. Nem alaptalanul, hiszen első felesége Matilde megcsalta. Azzo úgy véli, hogy vetélytársa a fiatal Ugo lehet. Megtiltja neki, hogy visszatérjen az udvarba. A gróf parancsát megismerve Ugo feltárja atyai pártfogójának, a miniszternek, hogy valóban szerelmes Parisinába, amióta csak meglátta. A miniszter kéri, hallgasson erről az érzésről, mert ezzel mind magát, mind az asszonyt veszélybe sodorja. Ugo és Parisina mégis találkoznak. A féltékeny férj rájuk tör. Nem fogadván el Ugo magyarázatát ottlétére, börtönbe záratja. Elhatározza, hogy bíróság elé állítja házasságtörésért.

### Második felvonás
Amikor megindul a vádeljárás, Ernesto felkeresi Azzót és tudomására hozza, hogy Ugo az ő tulajdon fia. Amikor előző feleségét száműzte, gyermeküket is magával vitte. Azzo haragjától félve, mindenkitől távol nevelte fel és halála előtt Ernestóra bízta. Apa és fia egymással szemben állnak: már-már átölelnék egymást, a szerelmi rivalizálás azonban erősebbnek bizonyul. Azzo száműzetésre változtatja a már kigondolt halálos ítéletet.

### Harmadik felvonás
Néhány nap múlva Imelda egy levelet ad át Parisinának, amelyben Ugo arra kéri, hogy szökjenek el együtt az asszony apjához. Parisina imádkozni indul, mert kétéségek gyötrik, hogy Azzo betartotta-e a szavát és szabadon engedte-e szerelmét. A kápolna ajtajában Azzo lép elé. Amikor az asszony kinyitja az ajtót, Ugo élettelen testét látja maga előtt. Parisina holtan esik össze.

## Híres áriák, kórusművek
- Per veder su quel bel viso - Azzo cavatinája (első felvonás)
- Io l’amai fin da quell’ora - Ugo cavatinája, majd cabalettája (első felvonás)
- Forse un destin che intendere - Parisina cavatinája és cabalettája (első felvonás)
- Dillo... io tel chieggo in merito - Ugo és Parisina kettős, (első felvonás)
- Ach! chi veggio? Tu, signore? - Parisina és Azzo kettőse (második felvonás)
- Io sentii tremar la manó - Ugo cavatinája és az azt követő cabaletta (második felvonás)